# هنري تايلور بلو
هنري تايلور بلو (بالإنجليزية: Henry Taylor Blow)‏، (ولد في 15 يوليو 1817 - توفي في 11 سبتمبر 1875) كان ممثل الولايات المتحدة لولايتين من ولاية ميسوري وسفيرا لدى كل من فنزويلا والبرازيل .

## روابط خارجية
- هنري تايلور بلو في ميسوري الشهيرة